# Сєва Новгородцев
Сєва Новгородцев (справжнє ім'я: Всеволод Борисович Левенштейн; нар. 9 липня 1940, Ленінград) — радіоведучий російської служби Бі-Бі-Сі, ведучий музичної програми Бі-Бі-Бі, яка пізніше отримала назву «Рок-посіви», та розмовних передач «Сєваоборот» і «БібіСєва». Нагороджений Орденом Британської Імперії. Автор книг «Рок-посіви», «Секс, наркотики, рок-н-рол» та «Обережно, люди». Став першим в історії радіомовлення радянським диск-жокеєм (ді-джеєм). Знявся в декількох фільмах.   

## Біографія
Народився у Ленінграді у сім'ї капітана далекого плавання. У 1947 році вступив до 222-ї школи (кол. Петрішуле). У 1957 вступав до московських театральних інститутів (ім. Щукіна та ім. Щепкіна), проте невдало. У тому ж році вступив до ЛВІМУ (Ленінградське вище інженерне морське училище ім. Адмірала Макарова, нині Державна морська академія).
З 1959 по 1965 року — поєднання роботи на флоті з кар'єрою джазового музиканта (тенор-саксофон).
У 1965-му потрапив до джаз-оркестру Йосипа Вайнштейна. З 1972 року — керівник ВІА «Добрі молодці». До того ж періоду відноситься обрання ним прізвища помполіта теплохода «Верхоянськ», на якому Сева плавав штурманом, як сценічного псевдоніма.
У 1974 році, за власними словами, «заголодував за системою йогів (21 день) і, переосмисливши життя, покинув роботу».
У 1975 році покинув Радянський Союз. Поневірявся в Австрії, в Італії (де у Римі охрестився у протестантській церкві). З 1977 року проживає у Лондоні.
Перша музична передача Сєви Новгородцева на російській службі Бі-Бі-Сі в короткохвильовому діапазоні вийшла 9 червня 1977 під назвою «Програма попмузики з Лондона». Передача (перейменована в «Рок-Посіви» з січня 1991 року) виходила протягом 27 років — до 12 червня 2004 року і принесла популярність її авторові в Радянському Союзі.
З 7 листопада 1987 року по 4 листопада 2006 вів розмовну передачу «Сєваоборот», більшість випусків якої проводилися у прямому ефірі.
У 1995 році заснував ілюстрований щомісячний рок-журнал російською мовою «О!», проте проект закрився з фінансових причин (вийшло три номери).
Лауреат премії «Радіоманія 2002»
З лютого 2003 року випускає щоденну новинну програму «з людським обличчям» «БібіСєва»(рос."Би-би-сева с человеческим лицом").
27 квітня 2005 року нагороджений орденом Британської Імперії.
З лютого 2013 р. в ефірі українського Ера-FM у повторі виходить програма Сєви Новгородцева «Рок-п'ятирічки», підготовлена ним для Радіо 101 в середині 90-х років.
Завершив кар'єру на радіо у вересні 2015 р. 4 вересня вийшла в ефір остання програма «БібіСєва». Випустивши в ефір останню «БібіСєву», Сєва вирішив кардинально змінити спосіб життя і перебрався в Родопські гори у Болгарію.

## Значення радіопередач Новгородцева
Радіопередача «Рок-посіви» в рік свого виникнення опинилася в СРСР одним з дуже небагатьох джерел інформації про західну популярну музику і зберегла цей статус практично до розпаду Союзу.
Деяку альтернативу передачу Новгородцева становили музичні передачі «Голосу Америки». Із засобів масової інформації в 80-х роках в СРСР єдиним конкурентним для Бі-Бі-Сі джерелом інформації про західну музику був журнал «Ровесник».
Пік популярності передачі Сєви в СРСР припав на 80-ті роки. Популярність і популярність в СРСР таких груп як Queen, Deep Purple, Pink Floyd, Led Zeppelin не в останню чергу обумовлена великими циклами передач Новгородцева, у яких детально викладалася біографія рок-музикантів і звучали музичні композиції. Дотепні вступи до передач містили, крім того, злегка завуальований антирадянський підтекст.
Відомо, що час виходу в ефір надпопулярної в перебудовному СРСР телепередачі «Погляд» спеціально приурочувалося на час виходу чергового «Севаоборота». Ідеологи ЦК КПРС, очевидно, таким чином намагалися відвернути увагу молоді від Сєви Новгородцева.

## Рух радіослухачів
Радіопередачі Новгородцева записувалися на магнітофонні стрічки, їхні тексти передруковувались ентузіастами. Зібрані таким чином матеріали в подальшому лягли в основу архівів офіційного вебсайту С. Новгородцева.
З 1989-го по 1993-й роки фан-клуб Новгородцева проводив з'їзди (т. зв. «Іюлькі»), приурочені до дня народження радіоведучого. Ці з'їзди збирали до 70 чоловік і проходили в Москві, Санкт-Петербурзі, Нижньому Новгороді. З 2005 року «іюлькі» поновилися, місцями їх проведення стали Нижній Новгород, Лондон і Прага.

## Сьогоднішній день
Починаючи з 1998 року, слухачі С. Новгородцева об'єднані офіційним сайтом seva.ru, на якому публікуються матеріали, пов'язані з ім'ям радіоведучого, розташований великий електронний архів радіопередач у форматі MP3. Там же викладаються для скачування все нові випуски передач. З 2005 року через сайт організуються з'їзди радіослухачів (рос."июльки").
С. Новгородцев є активним пропагандистом ідей креаціонізму, зокрема висловлював свої погляди в інтерв'ю газеті «Аргументи і факти та в ефірі телепрограми» Хочу вірити! ".
Пескетаріанець (вегетаріанець). Захоплюється мотоспортом, ходінням під вітрилом і скейтбордингом.
У травні 2023 року заявив, що «не уявляю собі книжку з квантової фізики українською мовою» та «обрій культури (української) не дуже широкий», і що Україна «на мій великий жаль, це буде ще й культурна пустеля».

## Книги
- Новгородцев С. Секс, наркотики, рок-н-ролл. — М.: СКИТ Интернешнл, 2003. — 190 с. — ISBN 5-88775-008-1.
- Новгородцев С. Рок-посевы: Deep Purple, Led Zeppelin, Pink Floyd, Queen. — СПб.: Амфора, 2008. — 242 с. — ISBN 978-5-367-00794-7.
- Новгородцев С. Осторожно, люди! — СПб.: Амфора, 2008. — 354 с. — ISBN 978-5-367-00777-0.
- Новгородцев С. Интеграл похож на саксофон. — СПб.: Амфора, 2011. — 376 с. — ISBN 978-5-367-01810-3.